# Доминомюс
Dominomus — кличка, данная нидерландскими средствами массовой информации воробью, убитому 10 ноября 2005 года во время подготовки к Дню домино в выставочном центре города Леувардена. Представляет собой игру слов «домино» и huismus («воробей» по-нидерландски).

## Инцидент
Домовый воробей залетел в зал, где шла подготовка к установлению рекорда по цепному падению костяшек домино, и задел конструкцию, вызвав падение 23 000 костяшек. Ущерб оказался ограниченным из-за промежутков, оставленных между частями композиции как раз на случай несанкционированного падения одной из них, а для выдворения птицы был приглашён специалист по отлову животных из компании Faunabeheer. После неудачных попыток поймать воробья птица была застрелена.

## Резонанс
После огласки инцидента зоозащитная организация Dierenbescherming обратилась в суд с иском против Faunabeheer и телепродюсерской компании Endemol, отвечавшей за организацию Дня домино. В результате на исполнителя был наложен штраф в 200 евро за незаконное убийство животного, принадлежащего к охраняемым видам (из-за резкого сокращения численности домовый воробей в Нидерландах был взят под охрану в 2004 году).
История получила распространение в средствах массовой информации Нидерландов и привлекла внимание борющихся за права животных организаций, популярных блогеров, сайтов (в том числе GeenStijl) и радиодиджеев. В комментариях заявлялось, что убивать животное ради сохранения телевизионного шоу — низко, а непосредственный исполнитель не проявил никакого уважения к его жизни. Диджей Руд-де-Вилд даже предложил награду в 3000 € тому, кто разрушит композицию из домино до начала мероприятия. Однако принятые меры безопасности после инцидента с воробьём и угроз убийством, поступивших в отношении Faunabeheer, SBS Broadcasting и Endemol, обеспечили неприкосновенность конструкции.
Через месяц после гибели воробья решением голландского прокурора в ответ на просьбу куратора Кеса Муликера мёртвая птица была передана в роттердамский Музей естественной истории. В музее изготовили чучело, при этом не удалось восстановить сильно повреждённое выстрелом левое крыло. Чучело воробья экспонировалось на выставке, посвящённой домовым воробьям, с ноября 2006 до мая 2007 года. Впоследствии чучело включили в постоянную экспозицию, посвящённую животным с неординарной историей.
В интернете был открыт сайт, посвящённый погибшему воробью.
Комментируя поднятую шумиху, Ханс Питерс из Голландского агентства по защите птиц отметил, что гораздо лучше было бы, если бы затраченная энергия была направлена на спасение всего вида.
В День домино 2008 года погибшему воробью посвятили часть композиции.